# Siziwang-Banner
| Mongolische Bezeichnung            | Mongolische Bezeichnung |
| ---------------------------------- | ----------------------- |
| Mongolische Schrift:               | ᠳᠥᠷᠪᠡᠳ ᠬᠣᠰᠢᠭᠤ           |
| Transliteration:                   | dörbed qosiɣu           |
| Offizielle Transkription der VRCh: | Dörbed Hôxûû            |
| Kyrillische Schrift:               | Дөрвөд хошуу            |
| ISO-Transliteration:               | Dôrvôd hošuu            |
| Transkription:                     | Dörwöd choschuu         |
| Chinesische Bezeichnung            |                         |
| Traditionell:                      | 四子王旗                |
| Vereinfacht:                       | 四子王旗                |
| Pinyin:                            | Sìzǐwáng Qí             |
| Wade-Giles:                        | Ssu-tzu-wang Ch’i       |

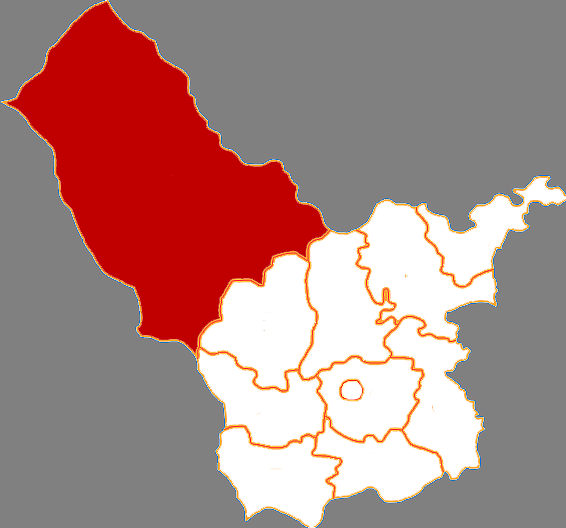
Lage des Siziwang-Banners in Ulanqab

Das Dörbed-Banner (Mongolisch für „Die Vier“), wegen der vier namengebenden Prinzen auch unter seinem ins Chinesische übersetzten Namen als Siziwang-Banner bekannt, ist ein Banner der bezirksfreien Stadt Ulanqab im Zentrum des Autonomen Gebiets Innere Mongolei im Norden der Volksrepublik China. Es hat eine Fläche von 25.513 km², nimmt also fast die Hälfte der Fläche von Ulanqab ein. Im Jahr 2020 hatte das Banner 215.000 Einwohner, 19.000 davon, also 8,8 %, Mongolen. 81,7 % der Fläche des Banners sind Weideland.

## Geschichte
Das Gebiet des heutigen Dörbed-Banners gehörte seit der Reichsgründung im 3. Jahrhundert v. Chr. zum Herrschaftsbereich der Xiongnu. Dort war einer der Orte, wo der Chanyu, der normalerweise im späteren Ulaanbaatar residierte, seine Zelte aufschlug. Nachdem die Xianbei um 155 die nördlichen Xiongnu unterworfen hatten, siedelten sie sich im heutigen Bannergebiet an, ab etwa 260 gefolgt von den Tabgatsch. Im Jahr 429 ließ Kaiser Tuoba Tao der von den Tabgatsch 386 gegründeten Nördlichen Wei-Dynastie beim Dorf Tuchengzi (土城子村), 8 km südöstlich von Ulan Huva, die befestigte Garnisonsstadt Fuming (抚冥镇, „die Hölle befrieden“) erbauen. Nachdem 523 bei den Nördlichen Wei bürgerkriegsähnliche Unruhen ausgebrochen waren, zerfiel das Reich, und 581 wurde sein südlicher Teil von der chinesischen Sui-Dynastie übernommen. Das heutige Bannergebiet fiel an das Östliche Kaganat der Kök-Türken.
Nachdem Li Shimin im Jahr 630 das Kaganat der Osttürken zerschlagen hatte, gehörte das Gebiet ab 650 zum Protektorat Chanyu (单于都护府) der Tang-Dynastie, das 664 zum Großprotektorat (单于大都护府) hochgestuft wurde und seinen Sitz südlich des heutigen Stadtzentrums von Hohhot hatte – zunächst im Kreis Togtoh, ab 745 im Kreis Horinger, ab 825 dann wieder in Togtoh. Im Jahr 920 eroberten die Kitan die Gegend und richteten dort die Präfektur Fengzhou (丰州) ein, mit Sitz östlich des heutigen Stadtzentrums von Hohhot. Nachdem Kaiser Yelü Zongzhen 1044 im heutigen Datong die Westliche Hauptstadt (西京) der Liao-Dynastie gegründet hatte, gehörte das Bannergebiet zusammen mit dem gesamten Territorium von Ulanqab zur Westlichen Hauptstadtprovinz (西京道). Im Jahr 1178 – Dschingis Khan hatte zu diesem Zeitpunkt die mongolischen Stämme noch nicht vereint – gründete Kaiser Wanyan Yong der Jin-Dynastie die Präfektur Jingzhou (净州) mit Sitz im heutigen Dorf Chengbuzi (城卜子村) der Großgemeinde Jishengtai. Das der Präfektur unterstehende Gebiet entsprach im Wesentlichen dem heutigen Bannergebiet.
Nach der Machtübernahme durch die Mongolen und der Gründung der Yuan-Dynastie im Jahr 1279 ließ Kaiser Borjigin Temür, auch bekannt als Timur Khan, im Jahr 1305 zusätzlich die Präfektur Shajing (沙井路) einrichten, mit Verwaltungssitz südwestlich des späteren Šira-Mören-Klosters (ᠰᠢᠷ ᠠ᠎ᠮᠥᠷᠠᠨ᠎‍‌᠍ᠰᠥᠮ ᠠ᠎᠎ „Kloster am gelbfarbenen Fluß“) im Hongghor-Sum.
Nach dem Sturz der Yuan-Dynastie im Jahr 1368 fiel das heutige Bannergebiet an die Konföderation der Dörben Oirat. Die Präfekturen wurden aufgelöst, das Land diente später als Weidegrund von Esen Tayishi und seiner Familie. Nachdem die Nördlichen Yuan 1468 die Oirat-Konföderation besiegt hatten, wurde die dort lebende Bevölkerung dem Rechten Flügel des Mongolenheers zugeteilt, zuletzt von Ligdan Khan persönlich geführt.

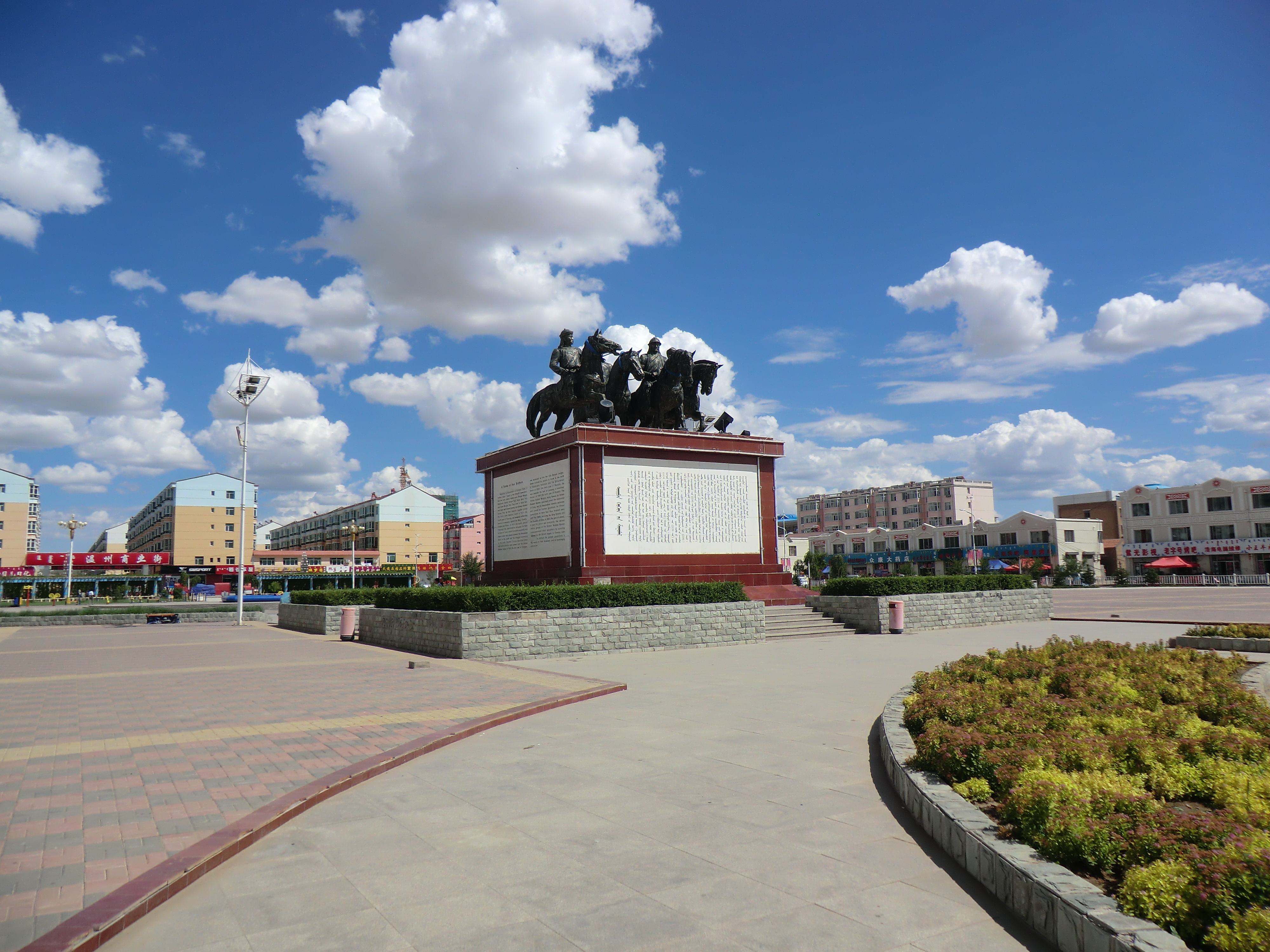
Die vier Söhne Noyantai Odgons.

Ligdan Khan war als Herrscher nicht unumstritten. In Hulun Buir, im äußersten Nordosten der Inneren Mongolei, lebte damals der Stamm von Noyantai Odgon (᠎ᠨᠤᠶᠠᠨᠳᠠᠢ᠎‍‌᠍ᠤᠳᠬᠤᠨ), einem Enkel in 15. Generation von Dschingis Khans jüngerem Bruder Habutu Hasar (᠎ᠬᠠᠪᠤᠳᠤ᠎‍‌᠍ᠬᠠᠰᠠᠷ᠎᠎ 1164–1226).
Noyantai Odgon hatte vier Söhne. Diese waren, vom ältesten zum jüngsten:
- Sengge
- Sonom
- Embu
- Irjam[5]

1630 schlossen sich die vier Brüder der Späteren Jin-Dynastie in der benachbarten Mandschurei an und machten sich in den Kämpfen gegen deren Gegner (Nördliche Yuan und Ming-Dynastie) verdient. Nachdem Ligdan Khan 1634 besiegt war, wurde den vier Brüdern als Belohnung zunächst im heutigen Chifeng Weideland zugeteilt. Als Großkhan Aisin Gioro Abahai 1636 die Qing-Dynastie gründete, wurden die Stammeskrieger, die bislang nur Söldner waren, als Banner in die mandschurische Armee integriert (nicht zu verwechseln mit den Acht Bannern der Mongolen). Embu wurde zum Jasak, also Bannerführer ernannt (von mongolisch ᠵᠠᠰᠠᠬ bzw. „Prinz“). Der Stamm war als „Stamm der vier Söhne“ bekannt, und das wurde nun als Bezeichnung für das Banner übernommen: Dörbed Hôxûû – „Banner der Vier“. Anfang 1649 ritten die Bannermänner über den Shanhai-Pass und bekämpften erfolgreich die Reste von Li Zichengs Bauernarmee. Im vierten Monat jenes Jahres verlieh Kaiser Aisin Gioro Fulin daraufhin Embu den erblichen Titel eines Doroi Beile, also eines Prinzen 3. Grades.
Als Lehen wurde ihm das heutige Gebiet des Dörbed-Banners zugeteilt.
Als seinen Hauptsitz wählte Embu Qaghan Bulagh. Das Banner bestand ursprünglich aus 28 Sum, wobei ein Sum 150 Krieger mit ihren Familien umfasste. Um 1750 wurde dies durch Zusammenlegung auf 20 Sum reduziert.
2001 hatte das Dörbed-Banner noch 10 Sum,
und 2012 waren noch 5 Sum übrig.

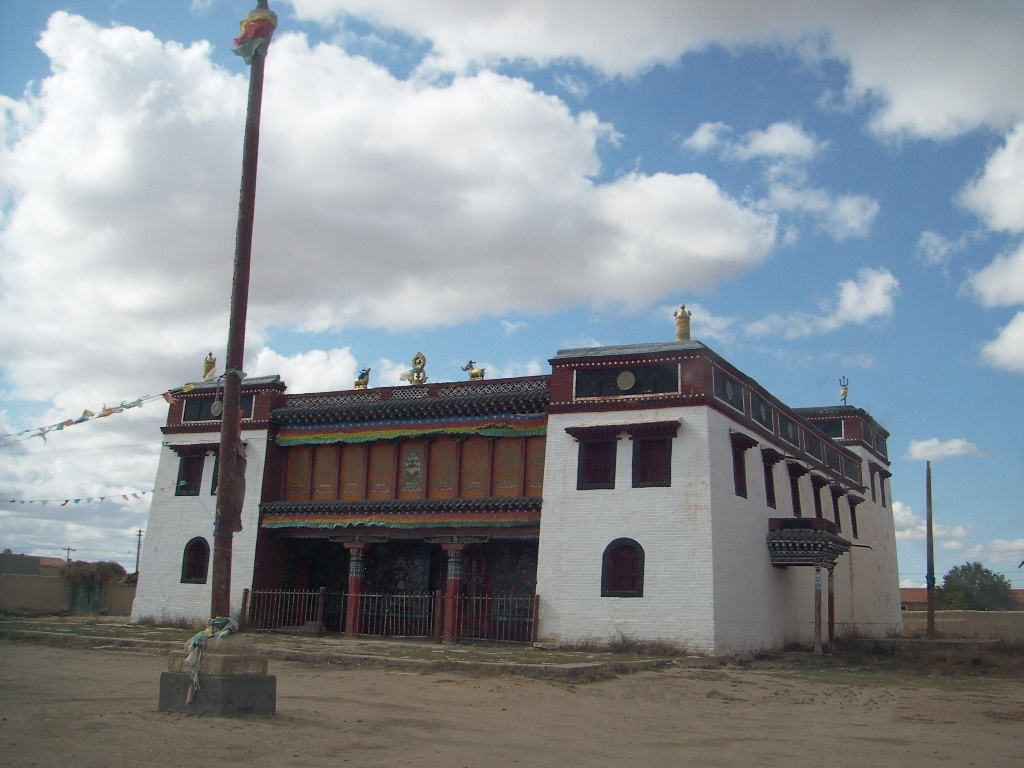
Hauskapelle in der Residenz des Doroi Beile, Qaghan Bulagh.

Das Dörbed-Banner war immer ein treuer Kollaborateur des Mandschu-Regimes. Nichtsdestotrotz wurden ab etwa 1900 auf dem fruchtbaren Land im Süden des Bannergebiets chinesische Landwirte angesiedelt, um Getreide anzubauen. Die – ebenfalls chinesischen – Händler ließen sich in Ulan Huva nieder, das schnell zur Großgemeinde heranwuchs. Für die mongolischen Hirten blieb nur die trockene Steppe im Norden des Bannergebiets.
Nach dem Zwischenfall an der Marco-Polo-Brücke vom 7. Juli 1937 besetzte Japan am 14. Oktober 1937 Hohhot und am 17. Oktober Baotou. Am 28. Oktober 1937 fand die Gründungsversammlung der Verbündeten Autonomieregierung der Mongolen statt. Die Banner von Ulanqab schlossen sich diesem Marionettenstaat ausnahmslos an. Am 9. September 1938 konnte eine in den Bergen nördlich von Hohhot versteckt lebende Einheit der 8. Marscharmee Ulan Huva befreien, wurde aber bald darauf zurückgeschlagen. In den Orten mit festen Häusern wie Ulan Huva, Dongbahao oder Hujirtu, also primär chinesischer Bevölkerung, wurden jedoch im weiteren Verlauf Untergrundorganisationen der Kommunistischen Partei Chinas geschaffen, die den japanischen Truppen mit Guerillaaktionen zusetzten. Gleichzeitig wurden von der örtlichen Bevölkerung Getreide- und Geldspenden entgegengenommen, mit denen wiederum Pferde, Schafspelzmäntel und Uniformstoff für die Einheit bei Hohhot gekauft wurden.
Am 26. Mai 1949 nahm die Rote Armee das Bannergebiet ein. Das mandschurische Erbprinzsystem, das von den Japanern und der Kuomintang übernommen worden war, wurde abgeschafft und eine Temporäre Volksregierung des Dörbed-Banners (四子王旗临时人民政府) eingesetzt. Während der letzte Prinz selbst in China blieb, wanderte der Großteil seiner Familie in die Mongolische Volksrepublik aus. Am 1. April 1950 wurde die Volksregierung des Dörbed-Banners (四子王旗人民政府) offiziell gegründet, Regierungssitz war weiterhin Qaghan Bulagh. Im Juli 1952 wurde der Regierungssitz nach Ulan Huva verlegt, wo er sich bis heute befindet.
Am 5. März 2013 wurde die 1905 erbaute Residenz des Doroi Beile – der bis dahin mit seiner Familie in Jurten gelebt hatte – einschließlich der 1908 erbauten Hauskapelle in die Liste der Denkmäler der Volksrepublik China in der Inneren Mongolei aufgenommen (7-919).

## Administrative Gliederung
Das Dörbed-Banner setzt sich auf Gemeindeebene aus fünf Großgemeinden, drei Gemeinden und fünf Sum zusammen. Diese sind:
- Großgemeinde Bayan Qahtu (白音朝克图镇 ᠪᠠᠶᠠᠨᠴᠤᠬᠳᠤᠪᠠᠯᠭᠠᠰᠤ)
- Großgemeinde Göriyatu (库伦图镇 ᠎ᠬᠥᠷᠢᠶᠠᠳᠤᠪᠠᠯᠭᠠᠰᠤ)
- Großgemeinde Gongjitang (供济堂镇 ᠬᠥᠩ᠎ᠵᠢᠢ᠎ᠲᠠᠩᠪᠠᠯᠭᠠᠰᠤ)
- Großgemeinde Jishengtai (吉生太镇 ᠎ᠵᠢᠢᠱᠸᠩᠲᠠᠢᠪᠠᠯᠭᠠᠰᠤ)
- Großgemeinde Ulan Huva (乌兰花镇 ᠎‍‌᠍ᠤᠯᠠᠭᠠᠨ᠎‍‌᠍᠎‍‌᠍ᠬᠤᠸᠠᠪᠠᠯᠭᠠᠰᠤ), Sitz der Bannerregierung
- Gemeinde Daheihe (大黑河乡 ᠎‍‌᠍ᠳ᠋ᠠ᠎‍‌᠍᠎‍‌᠍ᠠ᠋ᡁᠧᠢ᠎‍‌᠍᠎‍‌᠍ᠠ᠋ᡁᠧ᠎ᠰᠢᠶᠠᠩ)
- Gemeinde Dongbahao (东八号乡 ᠎‍‌᠍ᠳ᠋ᠥᠩ᠎᠎᠎ᠪᠠ᠎‍‌᠍ᠬᠤᠤ᠎᠎᠎ᠰᠢᠶᠠᠩ)
- Gemeinde Hujirtu (忽鸡图乡 ᠬᠤᠵᠢᠷᠳᠤ᠎ᠰᠢᠶᠠᠩ)
- Sum Bayan Oboo (巴音敖包苏木 ᠪᠠᠶᠠᠨᠤᠪᠤᠭ᠎ᠠᠰᠤᠮᠤ)
- Sum Hongghor (红格尔苏木 ᠎ᠬᠤᠩ‍ᠭᠤᠷᠰᠤᠮᠤ)
- Sum Jangghan (江岸苏木 ᠵᠠᠩ‍ᠭᠠᠨᠰᠤᠮᠤ)
- Sum Nomughan (脑木更苏木 ᠎ᠨᠤᠮᠤᠭᠠᠨᠰᠤᠮᠤ)
- Sum Qaghan Bulagh (查干补力格苏木 ᠴᠠᠭᠠᠨ᠎ᠪᠤᠯᠠᠬᠰᠤᠮᠤ)[10]

## Wissenschaftliche Einrichtungen
In der Amghulang-Steppe des Hongghor-Sum liegt ein Raumflugkörper-Landeplatz der Strategischen Kampfunterstützungstruppe.
Außerdem betreibt das Institut für Informationsgewinnung durch Luft- und Raumfahrt der Chinesischen Akademie der Wissenschaften zusammen mit der Akademie für Ackerbau und Viehzucht der Inneren Mongolei auf dem Gebiet des Dörbed-Banners seit 2017 eine Versuchsbasis für Traggas-Luftfahrzeuge (四子王旗浮空器试验基地), die seit dem 14. November 2020 zur Chinesischen Versuchsbasis für Höhenplattformen (中国临近空间浮空器实验基地) ausgebaut wird.
Das Projekt wurde 2017 von der Staatlichen Kommission für Entwicklung und Reform genehmigt, es wird ein achteckiger Luftschiff-Startplatz mit einem Durchmesser von 360 m angelegt. Neben Fernerkundung und Geowissenschaften sollen dort auch Versuche zur Stratosphären- und Mesosphärenphysik, zur Mikrogravitation, Astrobiologie und Genetik, Weltraumphysik und Weltraumchemie, Sonnenphysik, Infrarotastronomie, Gammaastronomie, kosmischer Strahlung und Technologieerprobung durchgeführt werden.

## Verkehrsanbindung
Ulan Huva ist über die Nationalstraße 209 mit Hohhot verbunden – die Straße führt dann weiter nach Süden bis hinunter zur Küstenstadt Beihai in der Provinz Guangxi. In Richtung Norden führt die G209 über Qaghan Bulagh zum Rechten Söned-Banner in Xilin Gol, wo Anschluss an die Autobahn Eren Hot–Guangzhou und die mongolische Grenze besteht. Auf dem Gebiet des Rechten Söned-Banners befindet sich die Taktische Heeresausbildungsbasis Zhurihe (中国人民解放军陆军朱日和合同战术训练基地), die über einen Flughafen verfügt.